# California Saga: California
«California Saga: California» es una canción escrita por Al Jardine para la banda de rock estadounidense The Beach Boys. Fue editada en su álbum Holanda de 1973. La versión editada como sencillo es una mezcla diferente a la pista que aparece en el álbum, además de tener voces adicionales de Brian Wilson no audibles en la versión de álbum, así como otras diferencias, incluyendo un título alternativo, "California Saga (On My Way to Sunny Californ- I a)"'.

## Composición
Debido a la nostalgia que Al Jardine y Mike Love sentían de su tierra natal, decidieron crear una oda en tres partes dedicada a California, lo que resulta en un ciclo de canciones que se encuentra entre ambos Jardine. Mike brindo la parte "Big Sur" (canción escrita tres años antes y que aquí se presenta en tempo de vals 3/4), mientras que Mike y Al entregan parte del poema de Robinson Jeffers "Beaks of Eagles", cuenta con Brian en las primeras dos líneas, precisamente en una entrevista Al Jardine dijo:

Estábamos grabando la canción y Brian entró al estudio justo para cantar la línea: 'On my way to sunny California...', nos levantó el animo.
Al Jardine.

## Estilo
Interpretada en un ritmo de música country, tiene reminiscencias a su éxito "California Girls"; las canciones tienen líneas de bajo casi idénticas, aunque "California Saga" es una canción country mientras que "California Girls" es un pop/rock grabado con The Wrecking Crew. La canción fue inspirada y hace mención al festival popular de Big Sur, donde la banda tocó en 1970.

## Recepción
El sencillo cayó al puesto n.º 84 en Billboard, pero fue algo mejor en el Reino Unido (37 en la lista de la BBC) mientras que en Nueva Zelanda llegó al puesto n.º 15 en el oficial NZ Listener top 20.

## Versiones
- Jan & Dean grabaron una versión de "California Saga: California" que apareció en el álbum Live In Concert: Surf City y fue retitulada como "Cool Clear Water".

## Créditos
The Beach Boys
- Mike Love – voz principal
- Brian Wilson – voces de intro
- Carl Wilson – coros, guitarra, piano
- Dennis Wilson – coros
- Al Jardine – coros, guitar, banjo
- Blondie Chaplin – coros, bajo eléctrico
- Ricky Fataar – batería, percusión

Músicos de sesión
- Daryl Dragon – bajo Moog
- Bruce Johnston – coros
- sin acreditar - trompa